# Opostega arthrota
Opostega arthrota là một loài bướm đêm thuộc họ Opostegidae. Nó được Edward Meyrick miêu tả năm 1915. Nó được tìm thấy ở Queensland ở Úc.
Con trưởng thành bay vào tháng 10.